# Моя Анфіса
Моя Анфіса — радянський художній фільм 1979 року, знятий на Кіностудії ім. М. Горького.

## Сюжет
Виникла любов бригадира-маляра Анфіси і студента філфаку Миколи спричинила за собою хвилю обурення його батьків. Пішла розлука. А за розлукою і пошуки втраченої любові…

## У ролях
- Марина Левтова — Анфіса Токарєва, штукатур-маляр
- Леонід Каюров — Микола, студент
- Юрій Каюров — батько Миколи
- Ніна Меньшикова — мати Миколи
- Микола Парфьонов — Чечін, начальник БМУ
- Любов Соколова — Любов Сергіївна Кисельова, начальник ділянки на будівництві
- Марина Яковлєва — Віра, найкраща подруга Анфіси
- Ольга Токарєва — Анжеліка, подруга Анфіси
- Юрій Чернов — Гулько, виконроб ділянки на будівництві
- Гліб Плаксін — пан Де Ренцерак, президент французької фірми
- Олександр Январьов — інструктор-парашутист
- Олексій Миронов — Володимир Іванович, інструктор зі стрибків з парашутом
- Владас Багдонас — турист
- Юозас Ярушявічюс — турист

## Знімальна група
- Режисер — Едуард Гаврилов
- Сценарист — Сергій Бодров
- Оператор — Борис Середін
- Композитор — Людмила Сухорукова
- Художник — Сергій Серебреніков